# Bell Helicopter
Bell Helicopter é uma fabricante de helicópteros americana, fundada em 1935 por Lawrence Dale Bell, sob o nome Bell Aircraft Corporation. Atualmente é uma das maiores fabricantes de helicópteros no mundo.

## História
A empresa foi fundada em 10 de julho de 1935 como Bell Aircraft Corporation, por Lawrence Dale Bell, em Buffalo, Nova Iorque. A empresa era focada em design e à construção de aeronaves de caça. Seus primeiros caças foram o XFM-1 Airacuda, um caça bimotor para atacar bombardeiros, e o P-39 Airacobra.

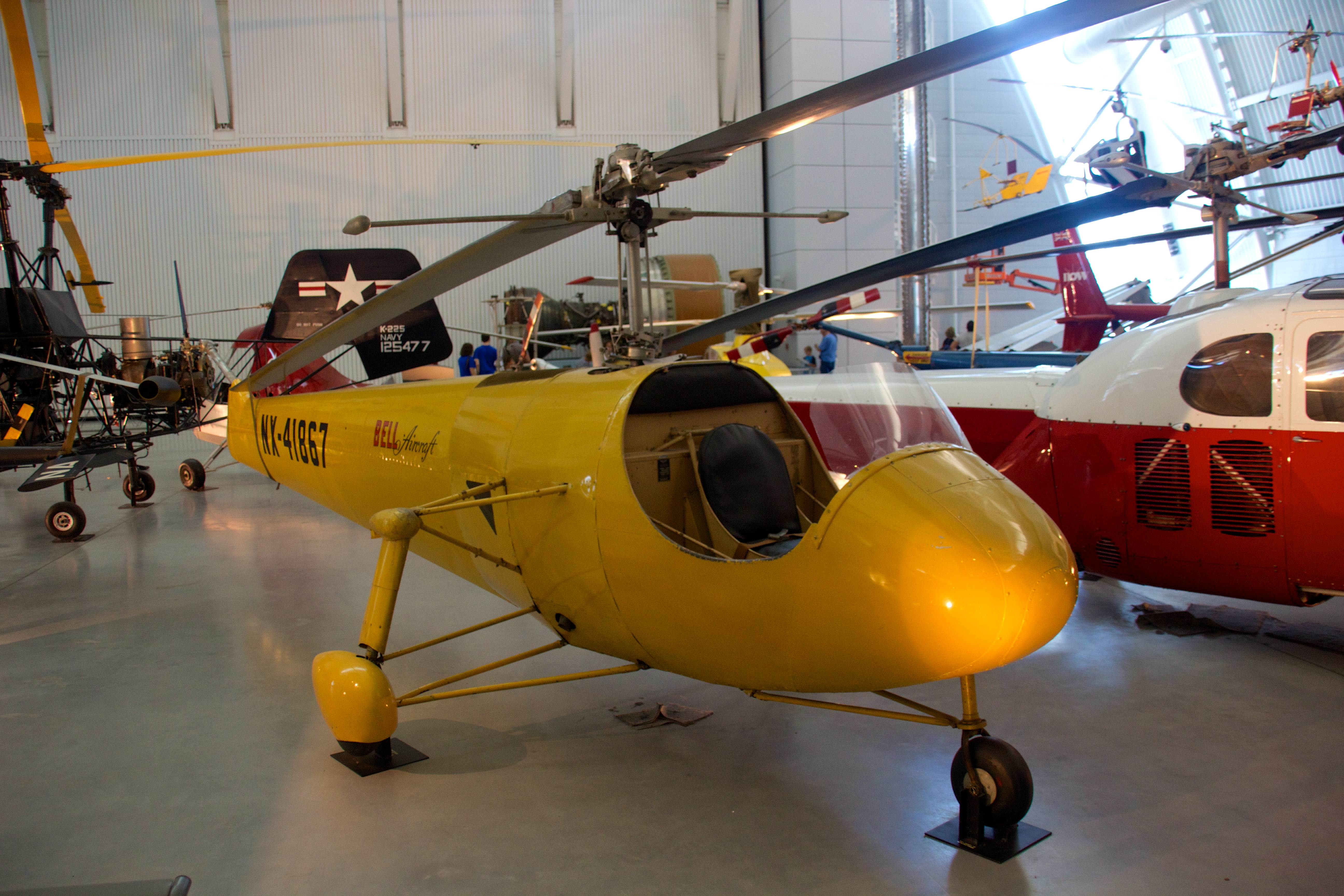
O Bell 30 foi um dos primeiros helicópteros da história, e o primeiro da empresa.

O P-59 Airacomet, o primeiro caça a jato americano, e o P-63 Kingcobra, o sucessora da P-39, e o Bell X-1, o primeiro jato super-sônico, também foram produtos de Bell.
Em 1941, a Bell contratou Arthur M. Young, um inventor talentoso, para fornecer conhecimentos para o desenvolvimento do um helicóptero. O Bell 30 foi o seu primeiro helicóptero, que voou em 29 de dezembro de 1942.
Seu segundo helicóptero, o Bell 47, voou em 8 de dezembro de 1945, e viria a se tornar um sucesso na aviação civil e militar.
Em 1960, a Textron comprou a Bell Aerospace. A Bell Aerospace foi composta por três divisões da Bell Aircraft Corporation, incluindo sua divisão de helicópteros, que havia se tornado sua única divisão continua a produzir uma aeronave completa. A divisão de helicópteros foi renomeado para Bell Helicopter Company e, em poucos anos, com o sucesso do UH-1 durante a Guerra do Vietnã, se estabeleceu como a maior divisão da Textron.

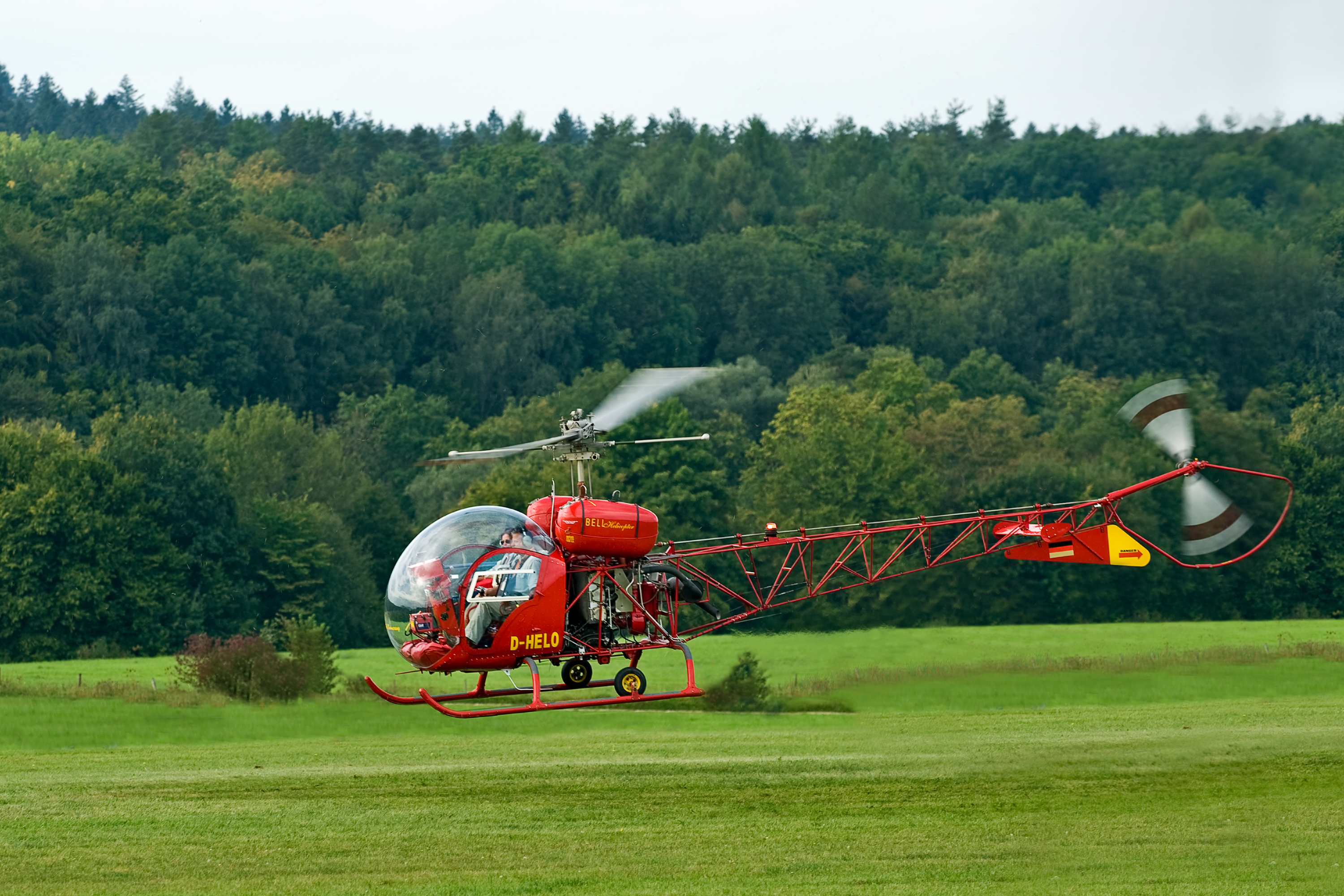
O Bell 47, o segundo helicóptero da empresa. Na foto acima um exemplar restaurado alemão.

Em Janeiro de 1976, a Textron mudou o nome da empresa novamente para Bell Helicopter Textron.

## Lista de produtos

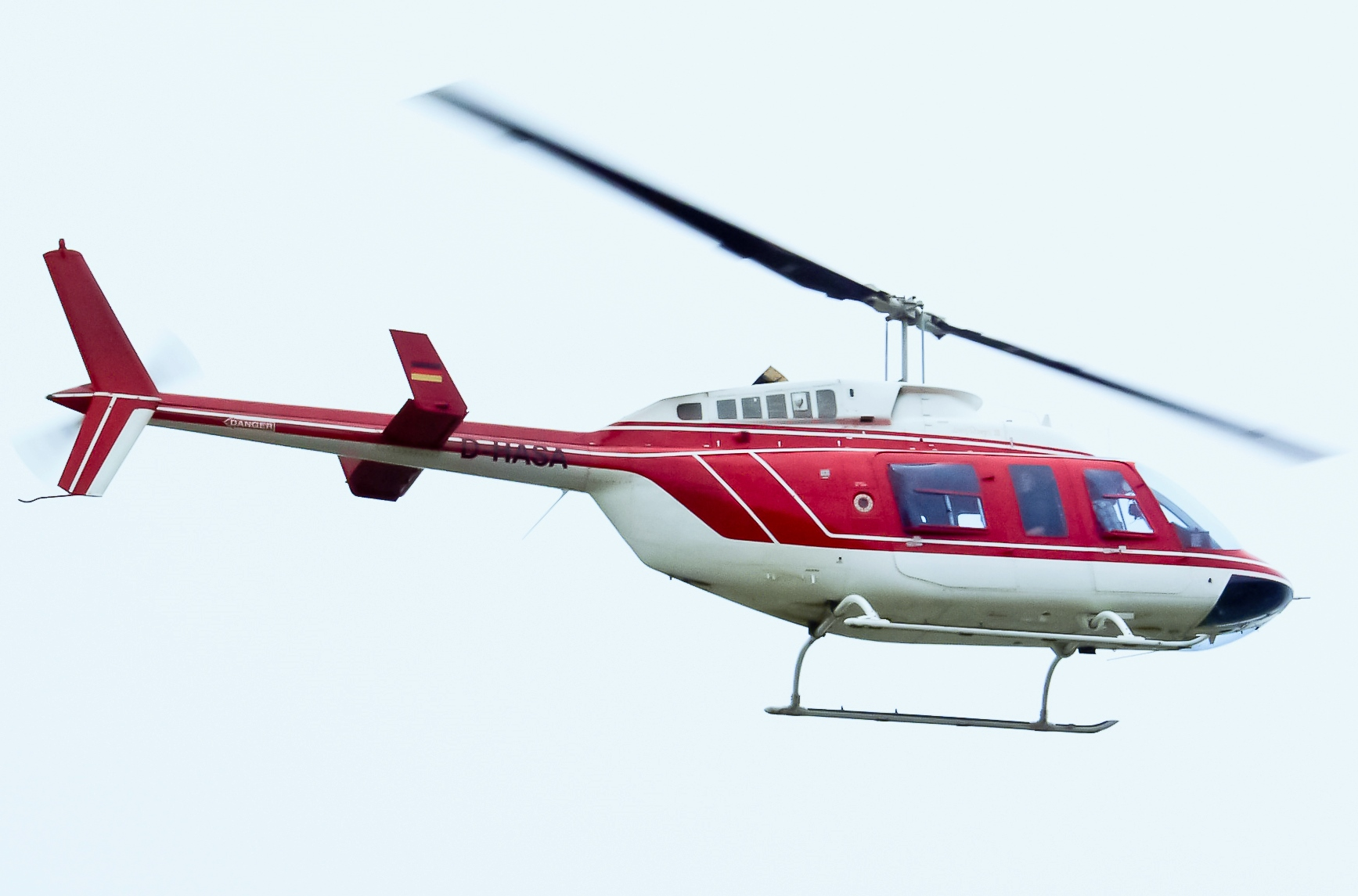
Helicóptero Bell 206.

### Helicópteros comerciais
- Bell 30
- Bell 47
  - Bell 47J Ranger
- Bell 204
- Bell 205
- Bell 206
- Bell 210
- Bell 212
- Bell 214
- Bell 214ST
- Bell 222
- Bell 230
- Bell 400
- Bell D-292
- Bell 407
- Bell 412
- Bell 417
- Bell 427
- Bell 429
- Bell 430
- Bell 525
- Bell 505 Jet Ranger X